# Felipe Valério Paschoal
Felipe Valério Paschoal, noto semplicemente come Felipe Valério (Suzano, 8 luglio 1993), è un giocatore di calcio a 5 brasiliano.
Con la nazionale brasiliana è stato campione del mondo nel 2024 e campione sudamericano nel 2017 e nel 2024.

## Carriera
Felipe Valério ha disputato, con la nazionale maschile di calcio a 5 del Brasile, tre Coppe America: le vittoriose edizioni del 2017 e del 2024 nonché quella del 2022, conclusa dai verdeoro al terzo posto.

## Palmarès

### Competizioni nazionali
- Campionato brasiliano: 1
Carlos Barbosa: 2015
- Taça Brasil: 1
Carlos Barbosa: 2016
- Supercoppa brasiliana: 1
Carlos Barbosa: 2017

### Competizioni internazionali
- Coppa Libertadores: 2
Carlos Barbosa: 2017, 2018

### Nazionale
- Coppa America: 2
Argentina 2017, Paraguay 2024
- Campionato mondiale: 1
Uzbekistan 2024